# Дуб Красицького
Дуб Красицького — ботанічна пам'ятка природи місцевого значення, знаходиться в Подільському районі м. Києва по вулиці Кобзарська, 43. Заповідана у 2009 році (рішення Київради від 27.11.2009 № 713/2782).

## Опис
Дуб Красицького являє собою дуб черещатий віком більше 350 років. Висота дерева 20 м, на висоті 1,3 м це дерево має 4,2 м в охопленні.

## Галерея

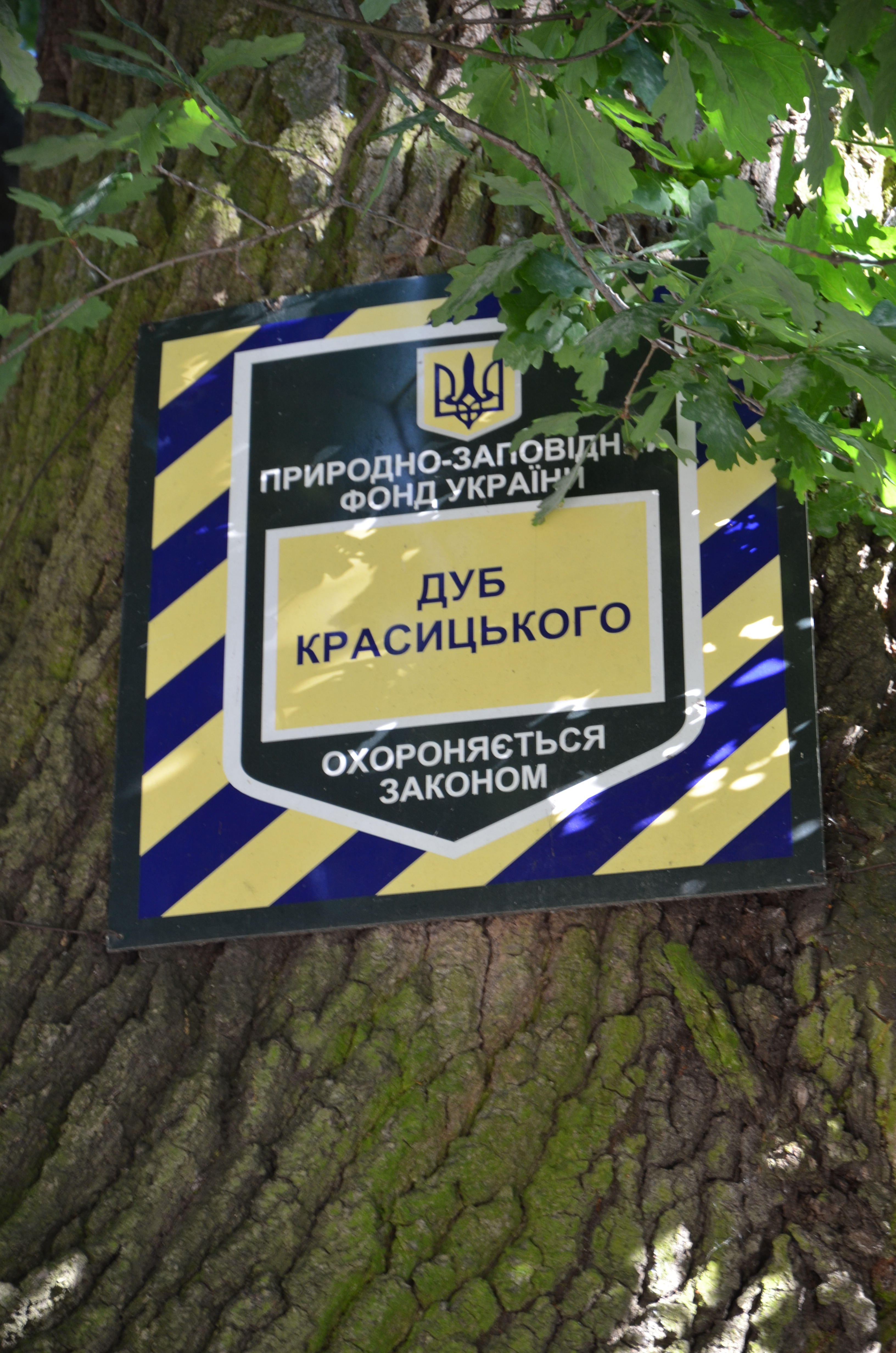
Дуб Красицького. Природоохоронний знак (травень 2014)
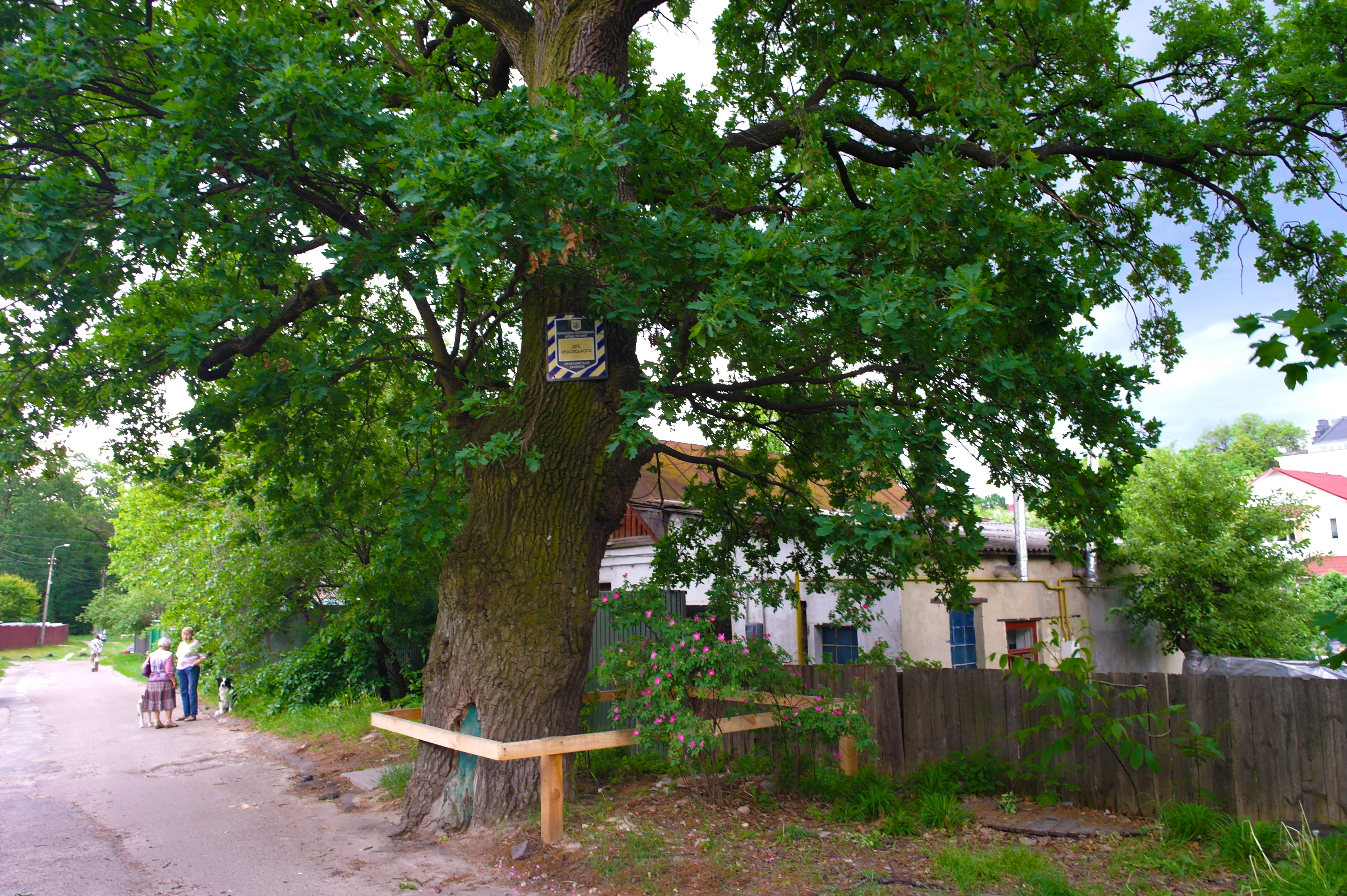
Дуб Красицького (травень 2018)
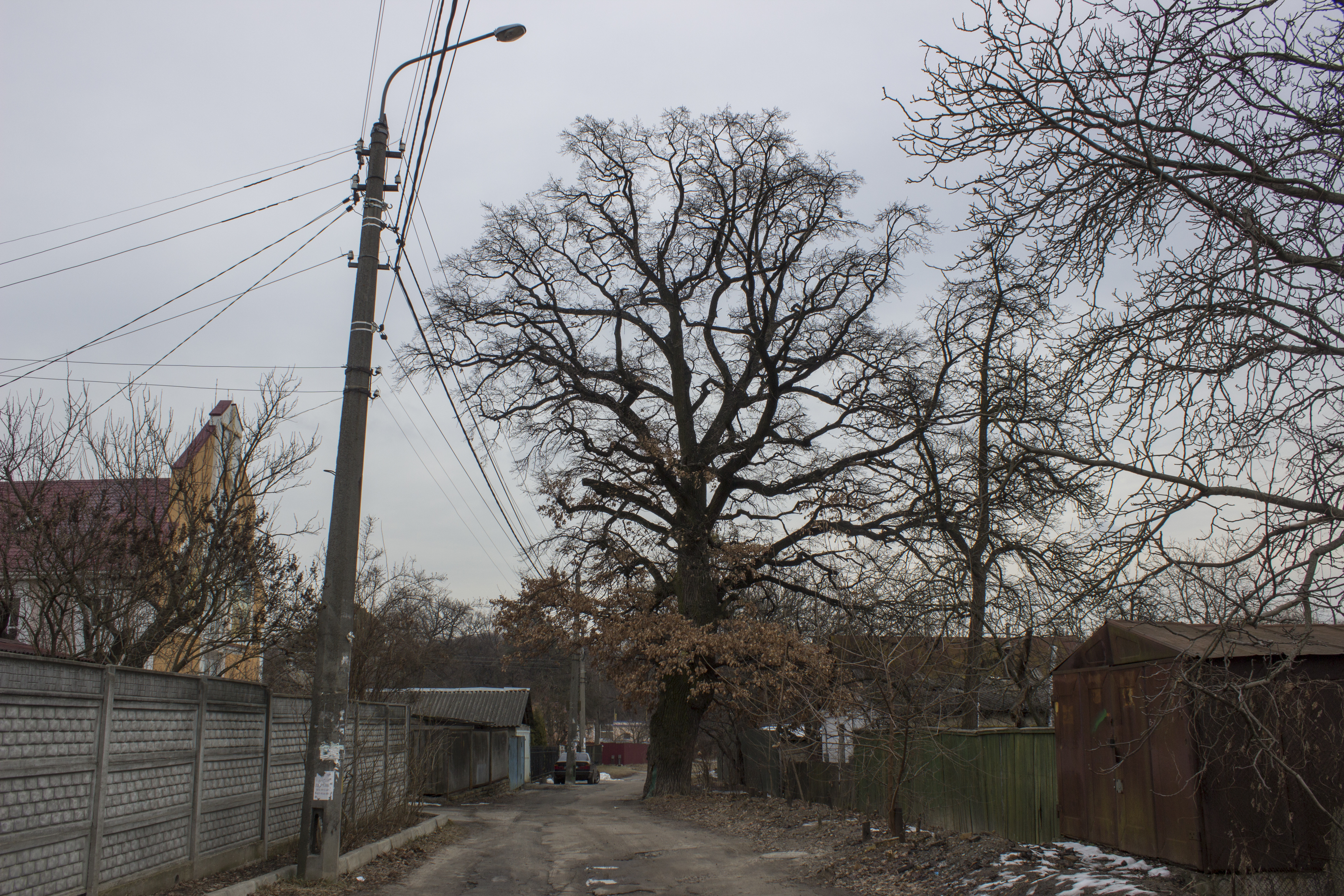
Дуб Красицького (лютий 2015)